# Bayerisches Kriegsministerium

Siegel des Königlich Bayerischen Kriegsministeriums

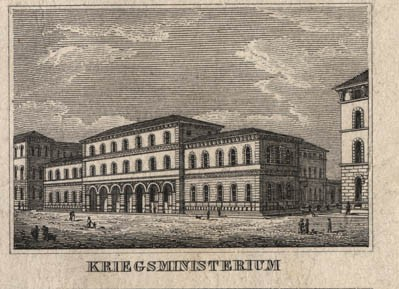
Bayerisches Kriegsministerium in München im Jahr 1832

Das Bayerische Kriegsministerium wurde am 27. März 1808 von König Maximilian I. als Ministerium für das Kriegswesen gegründet. 1817 wurde die oberste Behörde der Bayerischen Armee in Staatsministerium der Armee, kurzzeitig 1822 in Armee-Ministerium und 1826 in Kriegsministerium umbenannt. Nach der Novemberrevolution von 1918 wurde es in Ministerium für militärische Angelegenheiten umbenannt und am 25. August 1919 aufgelöst.

## Geschichte

### Entwicklung
Als erster Vorläufer des Ministeriums wurde 1620 von Kurfürst Maximilian I. der sogenannte Hofkriegsrat gegründet. Aus ihm ging 1799 das Oberkriegskollegium hervor, das im Rahmen der Bayerischen Reformen noch mehrfach umgewandelt wurde. Zeitweise war das spätere Ministerium auf verschiedene Abteilungen wie z. B. den Kriegsjustizrat oder den Kriegsökonomierat verteilt. Durch die Schaffung eines Zentralministeriums 1808 wurden die bayerischen Militärbehörden wieder in einer Gesamtbehörde vereint, die von Armee-Ministerium 1826 in Kriegsministerium umbenannt wurde. Der Kriegsminister war ab 1829 auch Oberbefehlshaber der Bayerischen Armee in Friedenszeiten.

### Auflösung

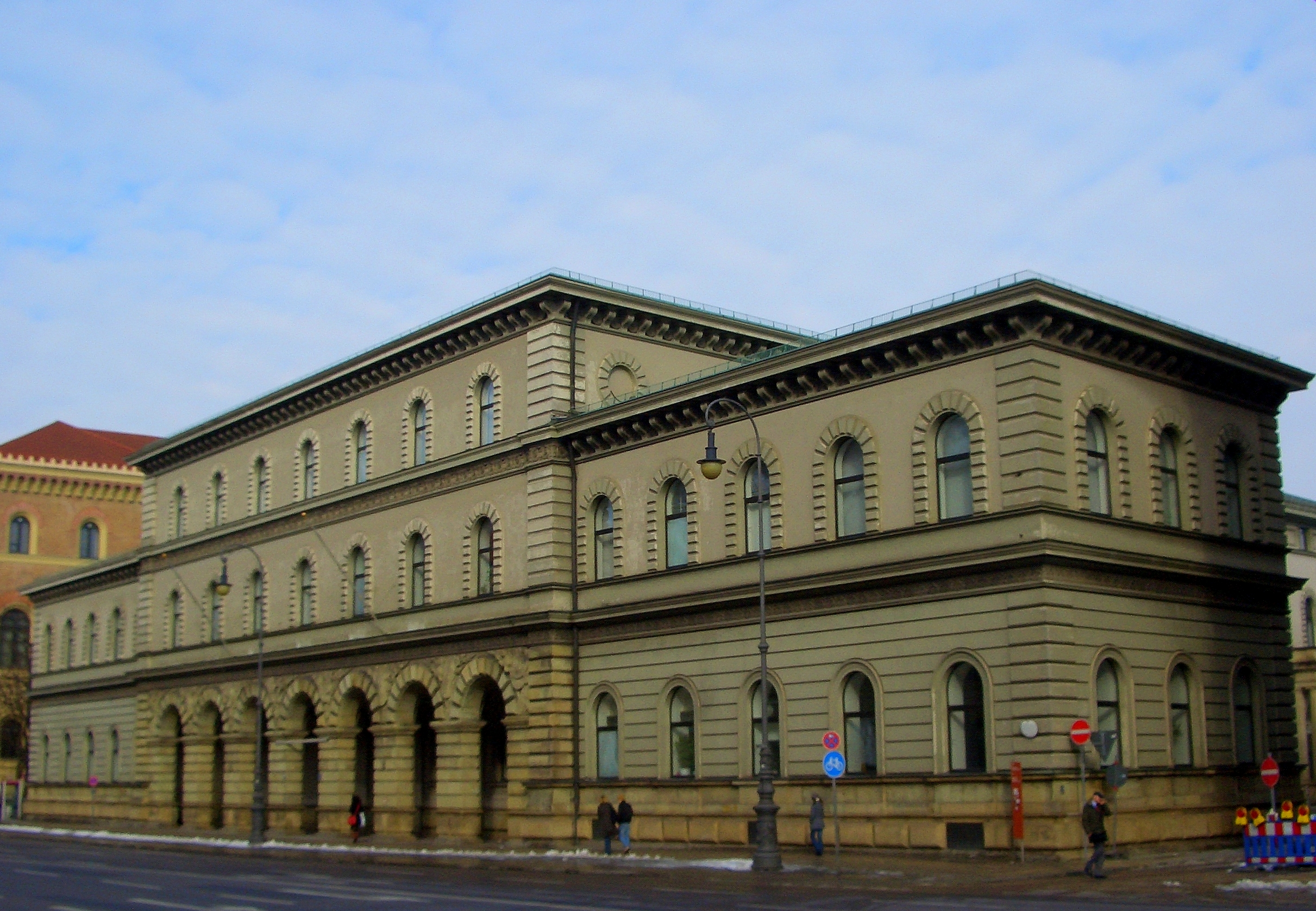
Ehemaliges Bayerisches Kriegsministerium im Jahr 2010

Während der Revolution von 1918 erfolgte eine Umbenennung in Staatsministerium für militärische Angelegenheiten. Da die Artikel 79 der Weimarer Verfassung die alleinige Wehrhoheit dem Reich zusprach, wurde das Ministerium am 25. August 1919 aufgelöst und zusammen mit den bayerischen Truppenverbänden an die Reichswehr übergeben. Die Behörde wurde anschließend in Reichswehrbefehlstelle Bayern, dann Abwicklungsamt des früheren Ministeriums für militärische Angelegenheiten und anschließend bis zum 31. März 1921 als Heeresabwicklungsamt Bayern weitergeführt, um die Demobilisierung der Bayerischen Armee abzuschließen.
Beim Hitler-Putsch am 9. November 1923 besetzte ein von Ernst Röhm geführter Stoßtrupp des Bund Reichskriegsflagge das Gebäude. Der Putsch scheiterte, und die Besetzer mussten aufgeben. Bei der Übernahme des Gebäudes durch die Reichswehr wurden aus ungeklärten Gründen zwei Gewehrschüsse aus dem Gebäude abgegeben, die zwei Reichswehrsoldaten verwundeten. Die Armeeeinheit erwiderte daraufhin das Feuer; dabei starben die zwei Putschisten Martin Faust und Theodor Casella.

## Organisation
Das Kriegsministerium war anfangs in mehrere Sektionen aufgegliedert, die 1857 bis auf das Generalsekretariat aufgehoben und die jeweiligen Referenten direkt dem Kriegsminister unterstellt wurden. Nach der Reichsgründung wurden 1876 nach preußischem Vorbild mehrere Abteilungen eingerichtet:
- Allgemeine militärische Angelegenheiten (Organisation, Formation, Mobilmachung, Dienstverhältnisse, Ersatzwesen, Ausbildung)
- Artillerie- und Waffenwesen
- Garnisonsbauwesen
- Militärgerichtsbarkeit
- Pensions- und Versorgungswesen
- Personalwesen
- Pressewesen
- Rechnungswesen
- Sanitätswesen
- Verwaltungswesen

1916 wurde noch nach preußischem Vorbild das „Bayerische Kriegsamt“ als eigene Abteilung eingerichtet.

### Armeeoberkommando
In Bayern übernahm ab 1801 der Kurfürst bzw. König persönlich das Oberkommando über die Armee. Das Königreich Bayern hatte nur von 1822 bis 1829 ein eigenständiges Armee-Kommando unter der Leitung von Feldmarschall Karl Philipp Fürst von Wrede. Danach war der bayerische Kriegsminister gleichzeitig Oberbefehlshaber der Bayerischen Armee. Erst während der Kämpfe um die Bayerische Räterepublik wurde von der Regierung Hoffmann in Bamberg unter General Arnold Ritter von Möhl als Oberbefehlshaber erneut ein Bayerisches Armeekommando geschaffen. Nach Beendigung der Kämpfe übte es die militärische Macht in Bayern aus, wurde aber bereits am 11. Mai 1919 als Gruppenkommando 4 in die Reichswehr integriert.

## Minister
|     | Name                                                | Amtszeit                                 | Amtierte bei …                                                 |
| --- | --------------------------------------------------- | ---------------------------------------- | -------------------------------------------------------------- |
| 1.  | Johannes Nepomuk Graf von Triva                     | 27. Dezember 1808 bis 30. September 1822 | Maximilian I.                                                  |
| 2.  | Nikolaus von Maillot de la Treille                  | 30. September 1822 bis 31. Januar 1829   | Maximilian I., Ludwig I.                                       |
| 3.  | Georg von Weinrich                                  | 31. Januar 1829 bis 12. Dezember 1836    | Ludwig I.                                                      |
| 4.  | Franz Xaver Freiherr von Hertling                   | 12. Dezember 1836 bis 1. November 1838   | Ludwig I.                                                      |
| 5.  | Albrecht Freiherr Besserer von Thalfingen, Verweser | 1. November 1838 bis 28. Januar 1839     | Ludwig I.                                                      |
| 6.  | Friedrich Freiherr von Hertling, Verweser           | 28. Januar 1839 bis 9. Juni 1839         | Ludwig I.                                                      |
| 7.  | Anton Freiherr von Gumppenberg                      | 9. Juni 1839 bis 1. März 1847            | Ludwig I.                                                      |
| 8.  | Leonhard Freiherr von Hohenhausen, Verweser         | 1. März 1847 bis 1. Februar 1848         | Ludwig I.                                                      |
| 9.  | Heinrich von der Mark, Verweser                     | 1. Februar 1848 bis 5. April 1848        | Ludwig I., Maximilian II.                                      |
| 10. | Carl Weishaupt                                      | 5. April 1848 bis 21. November 1848      | Maximilian II.                                                 |
| 11. | Wilhelm von Le Suire                                | 21. November 1848 bis 29. Mai 1849       | Maximilian II.                                                 |
| 12. | Ludwig von Lüder                                    | 29. Mai 1849 bis 25. März 1855           | Maximilian II.                                                 |
| 13. | Wilhelm von Manz                                    | 25. März 1855 bis 13. April 1859         | Maximilian II.                                                 |
| 14. | Ludwig von Lüder                                    | 13. April 1859 bis 12. Juni 1861         | Maximilian II.                                                 |
| 15. | Moriz von Spies                                     | 13. Juni 1861 bis 11. Dezember 1861      | Maximilian II.                                                 |
| 16. | Hugo von Bosch, Verweser                            | 11. Dezember 1861 bis 20. Januar 1862    | Maximilian II.                                                 |
| 17. | Bernhard von Heß                                    | 20. Januar 1862 bis 16. Juni 1862        | Maximilian II.                                                 |
| 18. | Moriz von Spies                                     | 16. Juni 1862 bis 10. Oktober 1862       | Maximilian II.                                                 |
| 19. | Bernhard von Heß, Verweser                          | 10. Oktober 1862 bis 1. März 1863        | Maximilian II.                                                 |
| 20. | Karl von Liel                                       | 1. März 1863 bis 11. Juli 1863           | Maximilian II.                                                 |
| 21. | Hugo von Bosch, Verweser                            | 11. Juli 1863 bis 26. Juli 1863          | Maximilian II.                                                 |
| 22. | Bernhard von Heß, Verweser                          | 26. Juli 1863 bis 15. August 1863        | Maximilian II.                                                 |
| 23. | Eduard von Lutz                                     | 15. August 1863 bis 1. August 1866       | Maximilian II., Ludwig II.                                     |
| 24. | Siegmund Freiherr von Pranckh                       | 1. August 1866 bis 4. April 1875         | Ludwig II.                                                     |
| 25. | Joseph von Maillinger                               | 4. April 1875 bis 1. Mai 1885            | Ludwig II.                                                     |
| 26. | Adolf von Heinleth                                  | 1. Mai 1885 bis 6. Mai 1890              | Ludwig II., Otto I. (Prinzregent Luitpold)                     |
| 27. | Benignus von Safferling                             | 6. Mai 1890 bis 5. Juni 1893             | Otto I. (Prinzregent Luitpold)                                 |
| 28. | Adolph Freiherr von Asch zu Asch auf Oberndorff     | 5. Juni 1893 bis 4. April 1905           | Otto I. (Prinzregent Luitpold)                                 |
| 29. | Carl Graf von Horn                                  | 4. April 1905 bis 16. Februar 1912       | Otto I. (Prinzregent Luitpold)                                 |
| 30. | Otto Freiherr Kreß von Kressenstein                 | 16. Februar 1912 bis 11. Dezember 1916   | Otto I. (Prinzregent Luitpold, Prinzregent Ludwig) Ludwig III. |
| 31. | Philipp von Hellingrath                             | 11. Dezember 1916 bis 8. November 1918   | Ludwig III.                                                    |
| 32. | Albert Roßhaupter                                   | 8. November 1918 bis 21. Februar 1919    | Freistaat Bayern, Regierung Eisner                             |
| 33. | Richard Scheid                                      | 1. bis 17. März 1919                     | Freistaat Bayern, Regierung Segitz                             |
| 34. | Ernst Schneppenhorst                                | 19. März bis 22. August 1919             | Freistaat Bayern, Regierung Hoffmann                           |

## Gebäude

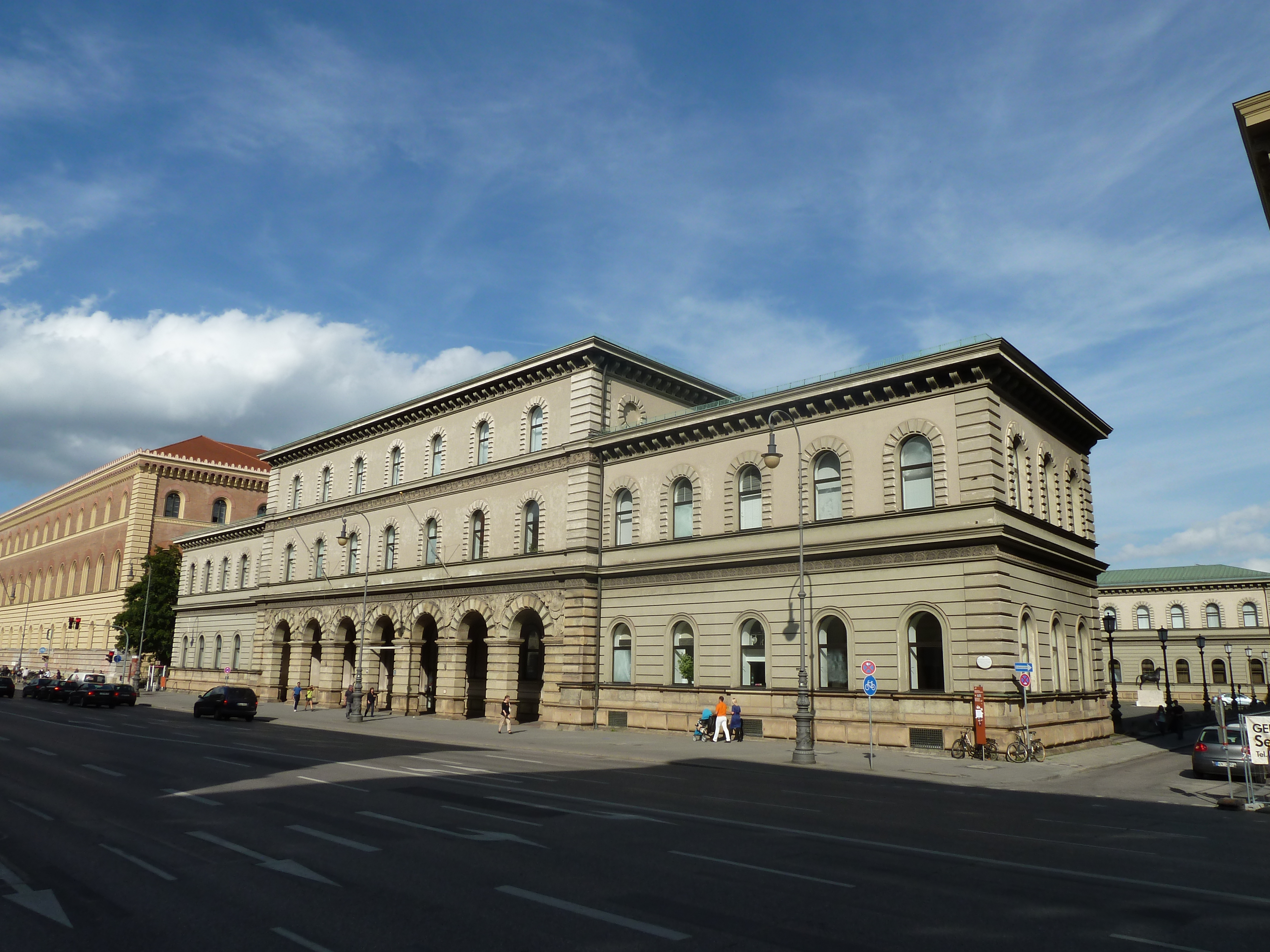
Von der Ludwigstraße aus

Das Gebäude des ehemaligen Kriegsministeriums in der Münchner Ludwigstraße 14 an der Ecke Schönfeldstraße steht unter Denkmalschutz. In ihm sind jetzt das Bayerische Hauptstaatsarchiv, das Staatsarchiv München und das Institut für Bayerische Geschichte untergebracht.
Geplant und gebaut wurde es 1822 von Leo von Klenze als Wohn- und Kommandanturgebäudes des Kriegsministers, das damals an der Schönfeldstraße gelegenen Monturmagazin wurde abgebrochen.
Das Gebäude besteht aus einem 77 Meter langen Ministerialgebäude entlang der Ludwigstraße und einem offenen Ehrenhof entlang der Schönfeldstraße mit dem Wohnhaus des Kriegsministers.